# 神戸リハビリテーション衛生専門学校
神戸リハビリテーション衛生専門学校（こうべりはびりてーしょんえいせいせんもんがっこう）は、兵庫県神戸市中央区にある学校法人スミレ・アカデミーが運営する私立専門学校。歯科衛生学科の開設に伴い、2023年4月に神戸リハビリテーション福祉専門学校から改称した。

## 解説
医療法人社団菫会を中心とするスミレ会グループの教育機関で、医療、保健、福祉、それぞれの現場からの情報を反映させた養成指導を行っている。理学療法士と歯科衛生士の育成を行う。
建学の精神は「社会福祉への奉仕と愛」。
理学療法学科では、障害は克服できるという強い信念を持った「治せるセラピスト」の育成をコンセプトとしている。 
歯科衛生学科では「最先端の設備のもと歯科医療の現場に直結した技術と実践力を修得」をテーマに掲げて、倫理観と人間性を重視した教育と指導を行っている。

## 学科
- 理学療法学科（昼間部三年制）
- 歯科衛生学科（昼間部三年制）

## 取得資格
- 理学療法士国家試験受験資格
- 歯科衛生士国家試験受験資格

## 交通アクセス
- JR神戸線　神戸駅から徒歩約3分
- 神戸高速鉄道　高速神戸駅から徒歩約3分
- 神戸市営地下鉄海岸線　ハーバーランド駅から徒歩約3分